# Ephedra tilhoana
Ephedra tilhoana là một loài thực vật hạt trần trong họ Ephedraceae. Loài này được Maire mô tả khoa học đầu tiên năm 1932.